# 胡建平 (足球运动员)
胡建平（1964年6月24日—），中国北京市人，足球教练员。退役前效力于中国足球甲级A组联赛北京国安队。

胡建平退役前，作为北京队主力球员，司职前卫和右后卫，作风硬朗，擅长远射，为北京队夺得甲A联赛以及亚洲优胜者杯第三名、蝉联中国足协杯冠军立下赫赫战功。退役后，很快考取国家教练员A级证书，并且担任北京国安队教练员至今。